# Cycnoches pentadactylon
Cycnoches pentadactylon es una especie de orquídea epifita, originaria de Sudamérica.

## Descripción
Es una especie de orquídea de tamaño mediano a grande que prefiere el clima cálido,  es epifita con un pseudobulbo fusiforme, envuelto por imbricadas hojas caducas con vainas, con hojas elípticas, pecioladas, acuminadas. Florece en la primavera y el verano en una inflorescencia racemosa de 30 cm de largo, arqueada, con muchas flores fragantes.

## Distribución y hábitat
Se encuentra en la cuenca amazónica de Brasil y Perú en los bosques montanos húmedos en elevaciones de alrededor de 750 a 1000 metros.

## Taxonomía
Cycnoches pentadactylon fue descrito por John Lindley y publicado en Edwards's Botanical Register 29: Misc. 18. 1843.
Sinonimia
- Cycnoches amesianum Sandw. '
- Cycnoches espiritusantense Brade 1942[3]